# 지아마관박쥐
지아마관박쥐(Rhinolophus ziama)는 관박쥐과에 속하는 박쥐의 일종이다. 2002년에 처음 기술되었고, 기니와 시에라리온, 라이베리아에서 발견된다. 자연 서식지는 아열대 또는 열대 기후 지역의 습윤 저지대 숲과 습윤 산지림이다. 2013년 국제박쥐보전연맹이 전세계에서 우선 보전해야할 35종의 박쥐의 하나로 선정했다. 서식지 감소로 위협을 받고 있다.